# Stazione di Minerbe
Stazione di Minerbe 1987-ben bezárt vasútállomás Olaszországban, Veneto régióban, Minerbe településen.

## Vasútvonalak
Az állomást az alábbi vasútvonalak érintették:
- Treviso-Ostiglia-vasútvonal

## Kapcsolódó állomások
A vasútállomáshoz az alábbi állomások vannak a legközelebb: 
- Stazione di Cologna Veneta
- Stazione di Legnago